# Duitsland Instituut Amsterdam

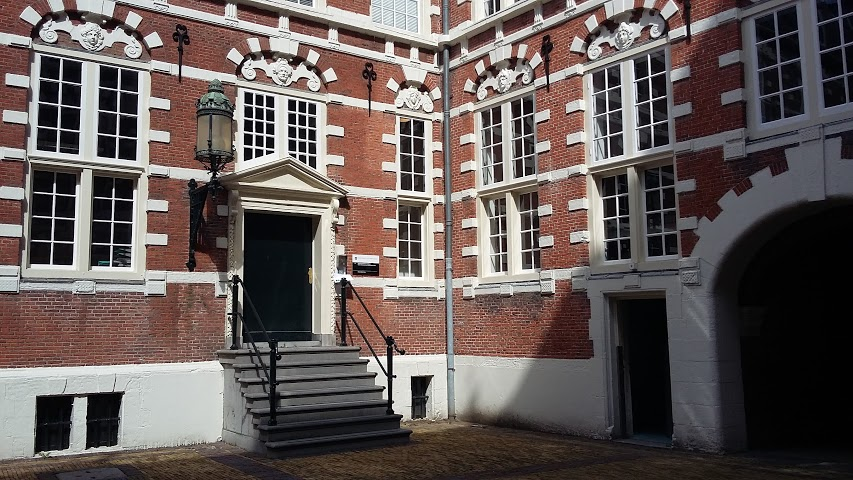
De ingang van het Duitsland Instituut Amsterdam, sinds 2016 gevestigd in het Oost-Indisch-Huis in de Amsterdamse binnenstad.

Het Duitsland Instituut Amsterdam (DIA) is een onafhankelijke, wetenschappelijke instelling die verbonden is aan de Universiteit van Amsterdam (UvA). Het instituut is in 1996 opgericht met het doel kennis en informatie over Duitsland in Nederland te genereren en verspreiden. Daarbij richt zich het instituut vooral op het raakvlak van onderwijs, onderzoek en maatschappij. Bovendien initieert en stimuleert het DIA Duits-Nederlandse netwerken en uitwisselingen.
Het instituut is onderverdeeld in verschillende afdelingen (Onderzoek, Onderwijs, Duitslandweb en Communicatie & Evenementen) die zich met uiteenlopende taken bezighouden. Tevens huisvest het instituut een documentatiecentrum, met een specialisatie in Duitsland na 1945 en de internationale betrekkingen van Duitsland.

## Geschiedenis
In 1995 werd het ‘Duitslandprogramma voor het Hoger Onderwijs’ van het ministerie van Onderwijs, Cultuur en Wetenschappen (OC&W) geïntroduceerd. In het kader van dit programma werd besloten een instituut in de Randstad op te richten, gericht op de politiek, economie en geschiedenis van Duitsland vanuit Nederlands perspectief. De Universiteit van Amsterdam (UvA) was bereid om het instituut gastvrijheid aan te bieden en op 28 mei 1996 werd het DIA officieel geopend door prins Claus. Prof. dr. Maarten Brands (1933-2018) werd als wetenschappelijk directeur benoemd. In 2002 werd hij opgevolgd door prof. dr. Ton Nijhuis, die deze taak tot op heden vervult.
In 2002 ging het tweede Duitslandprogramma van start, waarbij de coördinatie en het beheer van het programma volledig in handen van het DIA kwam te liggen. Het derde Duitslandprogramma bouwt voort op de resultaten van de twee voorafgaande programma’s. Tevens wordt er meer aandacht besteedt aan de bestudering van vraagstukken waarvoor Duitsland in toekomst zal staan, op politiek, maatschappelijk en sociaal-economisch gebied. Naast het ministerie van OCW en de UvA heeft het DIA sinds 2001 een derde vaste subsidiegever, namelijk de Deutscher Akademischer Austauschdienst (DAAD), die een belangrijke rol in het ontstaan van het Graduiertenkolleg heeft gespeeld.